# Thủy điện Bản Chát
Thủy điện Bản Chát là công trình thủy điện xây dựng trên dòng Nậm Mu tại bản Chát, xã Mường Kim, huyện Than Uyên, tỉnh Lai Châu,Việt Nam.
Thủy điện Bản Chát có công suất lắp máy 220 MW, sản lượng điện hàng năm 1.158 triệu KWh, khởi công tháng 1/2006 , vận hành từ tháng 5/2013 , khánh thành tháng 12/2015 .

## Nậm Mu
Nậm Mu là phụ lưu cấp 1 của Sông Đà, chảy ở các tỉnh Lai Châu và Sơn La.
Nậm Mu dài 181 km và diện tích lưu vực là 3.433 km².
Trên dòng Nậm Mu phía hạ nguồn chừng 27 km là Thủy điện Huội Quảng 21°41′46″B 103°52′47″Đ / 21,696071°B 103,879753°Đ công suất lắp máy 520 MW, đã hoàn thành tháng 5/2016.